# Нивное (Гомельская область)
Нивное (бел. Ніўнае) — деревня в Ломовичском сельсовете Октябрьского района Гомельской области Белоруссии.

## География

### Расположение
В 23 км на юг от городского посёлка Октябрьский, 30 км от железнодорожной станции Рабкор (на ветке Бобруйск — Рабкор от линии Осиповичи — Жлобин), 253 км от Гомеля.

## Транспортная сеть
Рядом автодорога Октябрьский — Озаричи. Планировка состоит из короткой, близкой к широтной ориентации улицы. Застройка деревянная, усадебного типа.

## История
По письменным источникам известна с XVI века как селение в Минском воеводстве Великого княжества Литовского. Обозначена в 1560 году в связи с описанием его границ. После 2-го раздела Речи Посполитой (1793 год) в составе Российской империи, в казённом поместье Нестановичи. В 1908 году в Рудобельской волости Бобруйского уезда Минской губернии.
В 1925 году в Грабьёвском сельсовете Озаричского района Мозырского округа. В 1929 году организован колхоз. Во время Великой Отечественной войны немецкие оккупанты в апреле 1942 года убили 10 жителей. 10 жителей погибли на фронте. Согласно переписи 1959 года в составе колхоза имени С. М. Кирова (центр — деревня Ломовичи).

## Население

### Численность
- 2004 год — 15 хозяйств, 27 жителей.

### Динамика
- 1850 год — 3 двора, 23 жителя.
- 1897 год — 6 дворов, 52 жителя (согласно переписи).
- 1908 год — 11 дворов, 79 жителей.
- 1917 год — 82 жителя.
- 1925 год — 14 дворов.
- 1940 год — 29 дворов, 60 жителей.
- 1959 год — 69 жителей (согласно переписи).
- 2004 год — 15 хозяйств, 27 жителей.